# STS-113
La misión STS-113 fue una misión de 14 días de la NASA a finales del año 2002 durante la cual el Transbordador espacial Endeavour y su tripulación ampliaron el backbone de la EEI con el P1 truss e intercambiaron las tripulaciones de la Expedición 5 y Expedición 6 a bordo de la estación. Con el Comandante Jim Wetherbee y el Piloto Paul Lockhart a los mandos, el Endeavour se acopló con la estación el 25 de noviembre dando comienzo a siete días de ensamblaje, paseos espaciales y transferencia de tripulación y equipos.Fue la última misión del Endeavour y de los transbordadores especiales antes del desastre del Columbia.

## Tripulación
- James D. Wetherbee (6), Comandante
- Paul S. Lockhart (2), Piloto
- Miguel E. López-Alegría (3), Especialista de misión
- John B. Herrington (1), Especialista de misión

### Tripulación de laExpedición 6hacia la EEI
- Kenneth D. Bowersox (5), Comandante (EEI)
- Nikolai M. Budarin (3) (RSC), Ingeniero de vuelo (EEI)
- Donald R. Pettit (1), Ingeniero de vuelo (EEI)

### Tripulación de laExpedición 5hacia la Tierra
- Valery G. Korzun (2) (RSA), Comandante (EEI)
- Peggy A. Whitson (1), Ingeniero de vuelo (EEI)
- Sergei Y. Treschev (RSC), Ingeniero de vuelo (EEI)

( ) indica el número de vuelos espaciales que cada miembro había completado.

## Parámetros de la misión
- Masa:
  - Del Orbiter al despegar: 116.460 kg
  - Del Orbiter al aterrizar: 91.498 kg
  - Carga: 12.477 kg
- Perigeo: 379 km
- Apogeo: 397 km
- Inclinación: 51,6.º
- Velocidad: -
- Período: 92,3 minutos

### Acoplamiento con la EEI
- Acoplamiento: 25 de noviembre de 2002, 21:59:00 UTC
- Desacoplamiento: 2 de diciembre de 2002, 20:50:00 UTC
- Tiempo de acoplamiento: 6 días, 22 h, 51 min, 00 s